# Piper dempoanum
Piper dempoanum är en pepparväxtart som beskrevs av C. Dc.. Piper dempoanum ingår i släktet Piper och familjen pepparväxter. Inga underarter finns listade i Catalogue of Life.